# Castello di Castellano
Castello di Castellano ist eine zum Schloss umgebaute, ehemalige Höhenburg in Castellano, einer Fraktion der Gemeinde Villa Lagarina im Trentino, Italien.

## Geschichte
Die Burg wurde erstmals 1261 als castri Castellani urkundlich erwähnt. Der kubische Bau mit Wachturm beherrscht die Straße vom Tal in Richtung Cei. Die Höhenburg wurde auf einem Hügel errichtet und war an drei Seiten durch Böschungen und Hänge geschützt. Von diesem Standort ließ sich das Etschtal kontrollieren. Im späten 12. Jahrhundert sind hier Vögte des Bischofs von Trient dokumentiert. Von 1261 bis 1456 war Castellano im Lehensbesitz der Herren von Castelbarco. 1456 beauftragte der Fürstbischof von Trient Georg Hack von Themeswald die Brüder Georg und Peter Lodron, sich der Burgen des unbotmäßigen Tridentiner Vasallen Johann von Castelbarco zu bemächtigen. Dies gelang auch; die Feindschaft zwischen den beiden Familien wurde erst nach dem Friedensschluss von 1479 beendet. Später waren beide Familien durch Konnubium verbunden.
1456 ging der Besitz als Lehen an die Grafen Lodron über. Nach dem Salzburger Kanoniker Anton Lodron ging die Burg an seinen Vetter Nikolaus zu Castelnuovo, dieser war der Vater des Fürsterzbischofs Paris Lodron. Die Lodrons ließen die frühere Burg in eine herrschaftliche Residenz umwandeln und mit Fresken schmückten. Noch heute weist das Schloss einige mittelalterliche Elemente auf, wie zum Beispiel die zinnengekrönte Ringmauer.
Das Schloss wurde von den Lodrons noch im 18. Jahrhundert bewohnt, dann wurde die bereits baufällig gewordene Anlage der Familie Morandi überlassen. 1922 kauften diese das Schloss und noch heute ist das Schloss im Privatbesitz dieser Familie und kann nur nach telefonischer Vereinbarung mit dem Besitzer besucht werden.

## Schloss Castellano heute
Das Schloss wurde durch ein Erdbeben im Jahr 1878 beschädigt. 1918 kam es zu einem Teileinsturz und 1932 zu einem Brand. Heute ist von dem ehemaligen Landpalast der Bergfried erhalten, der möglicherweise aus dem 8. Jahrhundert stammt. Ein weiterer turmartiger Bau an der Ostseite kann als Torso des ehemaligen Palazzos angesehen werden. Beide Bauwerke sind ebenerdig mit einem gedeckten Bau und der ehemaligen Außenmauer miteinander verbunden. 
Bis zu dem Brand von 1932 existierte ein repräsentativer Saal mit einem umlaufenden Freskenband von 1585. Darauf waren Allegorien der vier bekannten Kontinente, der vier Jahreszeiten und Ansichten der Landschaft an der Etsch zu sehen. Fünf dieser Freskenbilder haben den Brand überstanden und sind 1935 in das Stadtmuseum von Rovereto gekommen.

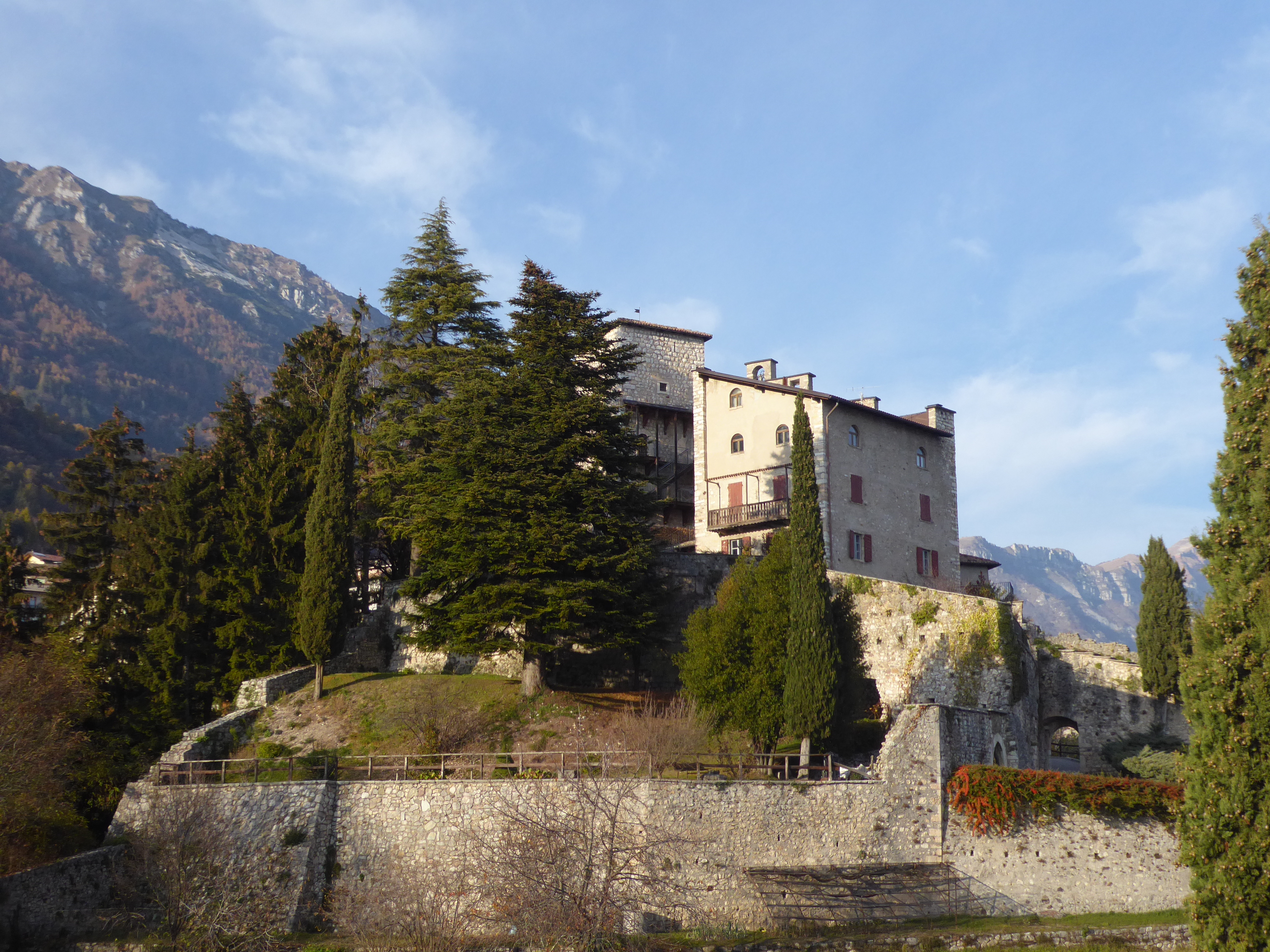
Südseite
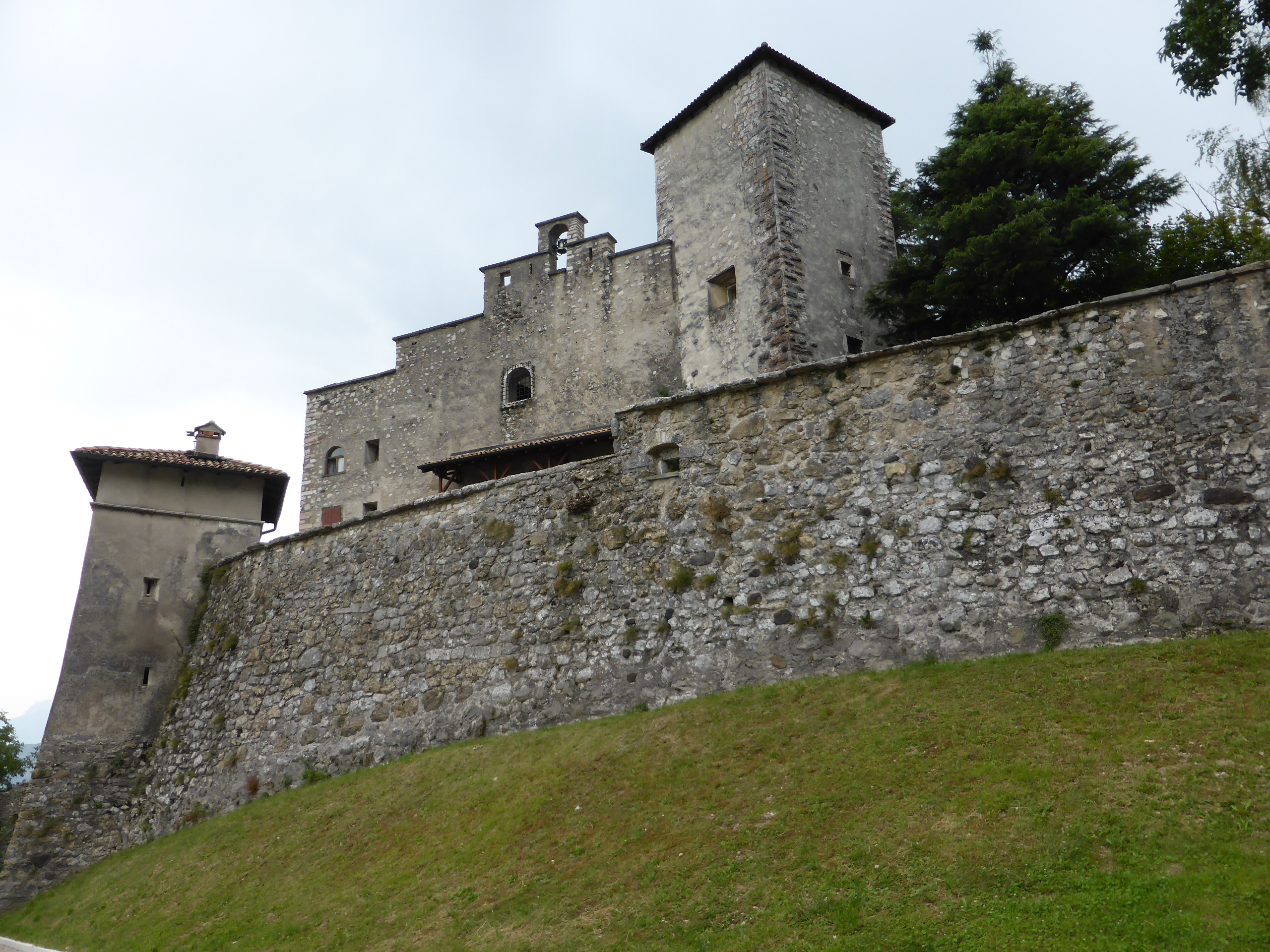
Ostseite mit Wehrmauer, Wehrturm, Kernburg und Bergfried
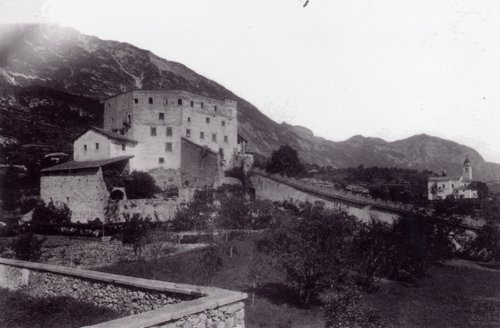
Südseite, Aufnahme von 1910 vor dem Teileinsturz
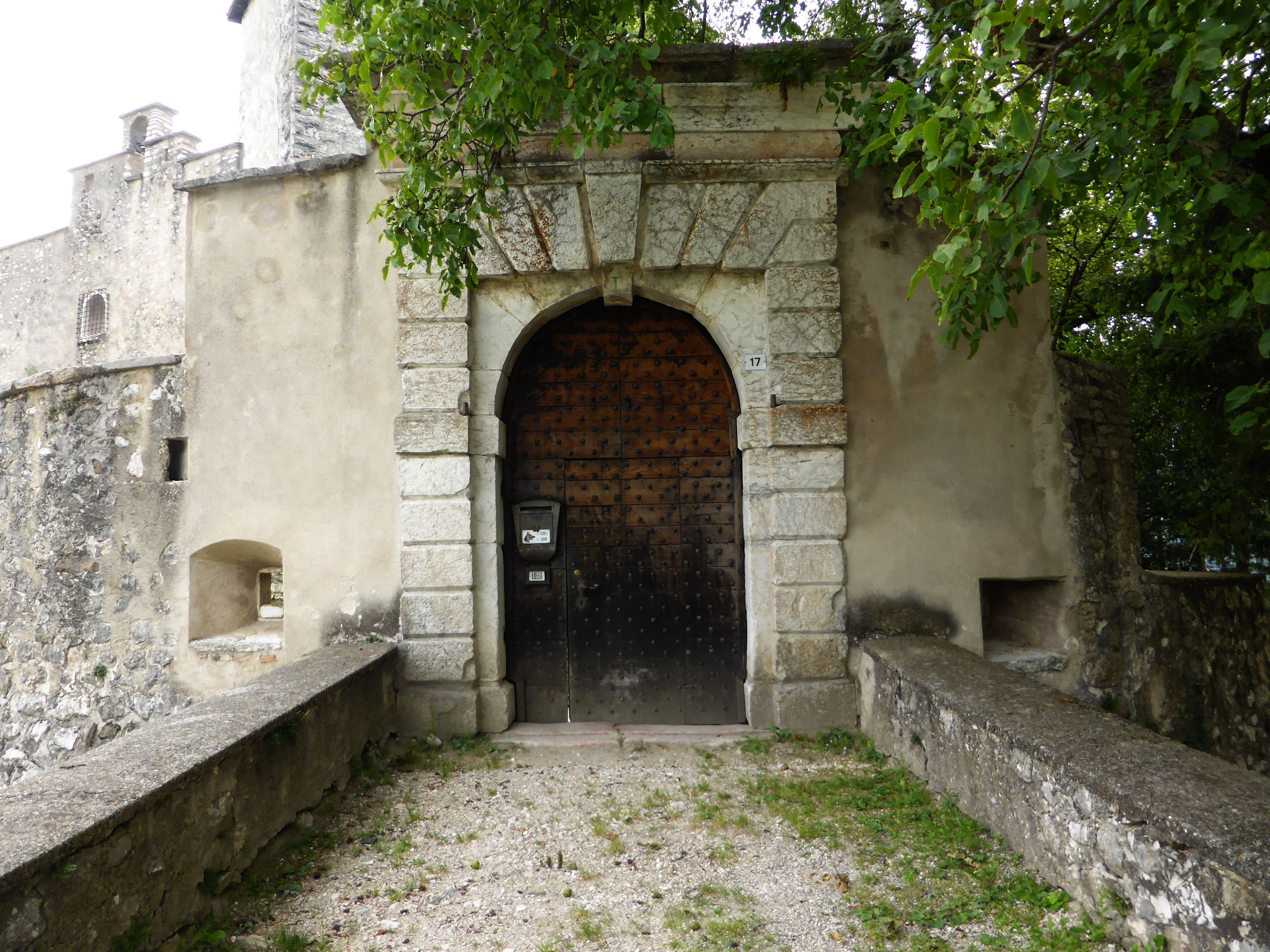
Burgtor

## Feudalherren, welche die Burg bewohnten
- Herren von Beseno, von 1166 bis 1234
- Herren von Castelnuovo, von 1234 bis 1266
- Grafen von Castelbarco, von 1266 bis 1456
- Grafen von Lodron, von 1456 bis 1922